# Agrupación Deportiva Ceuta Fútbol Club
La Agrupación Deportiva Ceuta Fútbol Club o simplemente A. D. Ceuta F. C. es un club de fútbol español, de la ciudad autónoma de Ceuta. Fue fundado en 1956 con la denominación de Club Atlético de Ceuta por la fusión de la S. D. Ceuta y el C. Atlético de Tetuán. Compite en la Segunda División de España y disputa sus encuentros como local en el Municipal Alfonso Murube, con capacidad para 6500 espectadores.

## Historia

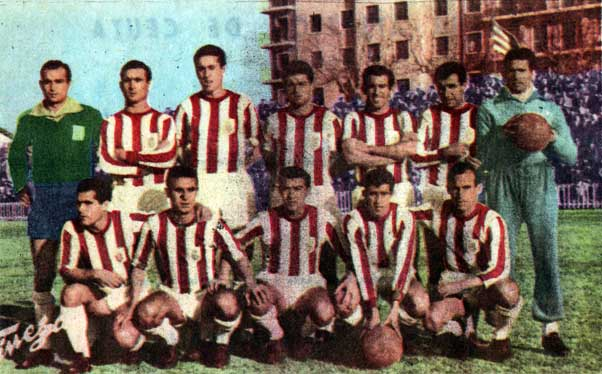
El Club Atlético de Ceuta en sus inicios

En 1956, tras la independencia de Marruecos, los jugadores y directivos del C. Atlético de Tetuán (club que había sido fundado en 1922 en el Protectorado español de Marruecos) se trasladaron a la vecina ciudad de Ceuta, donde se fusionaron con la S.D. Ceuta para fundar el Club Atlético de Ceuta, que vestiría camiseta rojiblanca con pantalón y medias de color blanco. El nuevo club ocupó la plaza del C. Atlético de Tetuán en la Segunda división española, donde seguiría militando durante más de una década. Su mejor clasificación fue el subcampeonato en la temporada 1960-61, lo que le permitió disputar la promoción de ascenso a Primera división, pero fue derrotado por el Elche C. F.
Descendió a Tercera división en 1968. Desde los años setenta y ochenta del siglo pasado se ha movido siempre por las categorías regionales, con un paso fugaz por Tercera División en la temporada 1977-78. En 1989 volvió a Tercera División. Su temporada más notable fue la 1993-94, en la que, de la mano de Jaco Zafrani como entrenador y Francisco Cervantes como presidente, a punto estuvo de clasificarse para los play offs de ascenso a Segunda División B. En 1995 volvió a categoría regional hasta 2006, cuando logró un nuevo ascenso a tercera división tras establecer un récord de 40 victorias consecutivas.
En la temporada 2012-13 participa en el Grupo X de la Tercera División gracias al ascenso conseguido la temporada anterior. En esta categoría coincide con la A.D. Ceuta, que acaba de descender administrativamente en esta misma campaña por problemas económicos, y comienza un proceso de fusión entre ambos clubes, que no es aprobado por la Real Federación Española de Fútbol debido a la deuda de la A.D. Ceuta. Descartada la fusión, se decide en asamblea cambiar de nombre al Club Atlético de Ceuta, que pasa a denominarse Asociación Deportiva Atlético de Ceuta y pasa a vestir los colores de la  A.D. Ceuta y a utilizar su escudo. El cambio de denominación, solicitado a la Federación de Fútbol de Ceuta, no fue aceptado para esta temporada puesto que se presentó fuera de plazo. Finalmente, en junio de 2013 se produjo el definitivo cambio de denominación del club. En un principio se barajó la posibilidad de recuperar la denominación del equipo desaparecido en 1991, Sociedad Deportiva Ceuta, pero, ante la imposibilidad de utilizar la denominación de un club que se extinguió por sus deudas, se decidió que el nombre fuese Agrupación Deportiva Ceuta Fútbol Club. También se adoptó un nuevo escudo, el cual es muy similar al de la desaparecida Asociación Deportiva Ceuta con el añadido de las siglas F.C. sobre el balón que aparece en el centro.

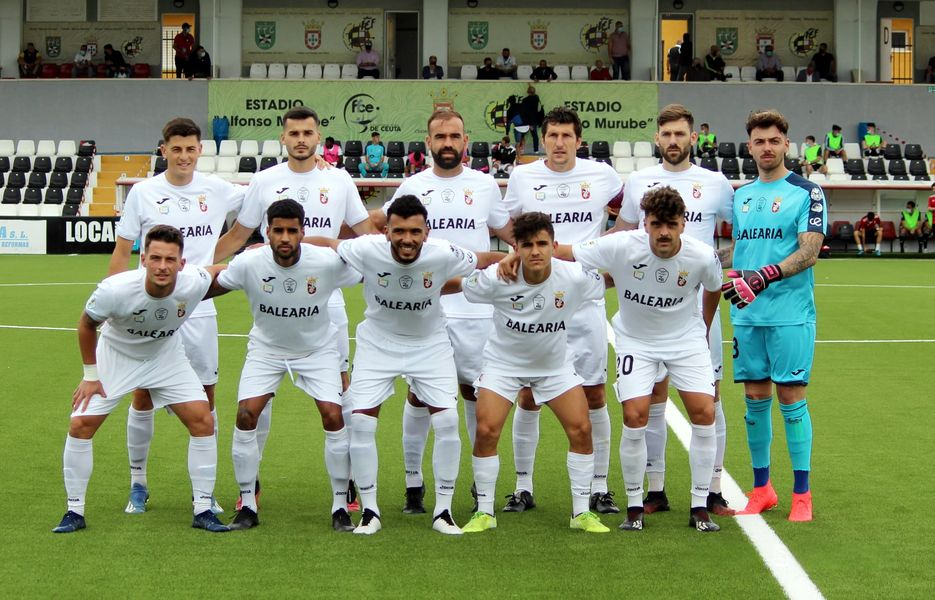
A. D. Ceuta F. C. temporada 2020-21

Durante la temporada 2020-21, en la transición entre Segunda B, Tercera División y Regional Preferente con el nuevo sistema de divisiones (Primera Federación, Segunda RFEF y Tercera RFEF), el Ceuta consiguió subir de Tercera División a Segunda RFEF en los Playoff de ascenso, derrotando al CD Ciudad de Lucena y al Xerez CD en las eliminatorias disputadas.
Como continuación al éxito de la temporada 20-21, al siguiente año (temporada 21-22) el club consigue ascender de nuevo de Segunda RFEF a Primera Federación, consiguiendo el ansiado ascenso en los playoff disputados en Alcoy y Elda, en los cruces frente al Club Deportivo Artístico Navalcarnero primero y finalmente en la final frente al Unión Adarve, ambos ganados por 2-0.
El 19 de enero de 2023, se disputó en el Estadio Municipal Alfonso Murube una eliminatoria de octavos de final de la Copa del Rey frente al Futbol Club Barcelona con derrota de los ceutíes por 0-5.
En la temporada 2023-24, la AD Ceuta FC consigue de manera muy meritoria clasificarse para los playoffs de acceso a la Segunda División Española, quedando quinto en el Grupo 2. En las semifinales del playoff, se enfrenta contra el Gimnastic de Tarragona, segundo clasificado del Grupo 1 de Primera Federación, siendo eliminado en dicho cruce con un resultado de 2-2 en Ceuta y 2-1 en Tarragona.
El 11 de mayo de 2025 vence al Fuenlabrada FC por 1-2 y consigue ascender de forma directa a Segunda División 57 años después.

## Denominaciones
- Club Atlético de Ceuta: (1956-92) Nombre oficial en su fundación.
- Ceuta Atlético Club: (1992-94) La directiva decide cambiar de nombre al club.
- Club Atlético de Ceuta: (1994-12) En la edición 1994/95 vuelve a su anterior denominación.
- Asociación Deportiva Atlético de Ceuta: (2012-13) Absorbe a la Asoc. Dep. Ceuta tras consenso mediante asamblea, además de permutar sus clásicos colores desprendiéndose de la camiseta rojiblanca para adoptar la blanca del recién desaparecido.
- Agrupación Deportiva Ceuta Fútbol Club:[8] (2013-Act.) El nombre escogido en 2012 es revocado por la Asamblea en un intento de rescatar de la memoria aquella Ag.D. Ceuta.

## Escudo
El escudo del club deriva del de la desaparecida Asociación Deportiva Ceuta con el añadido de las siglas FC (Fútbol Club) dentro del balón que aparece en el centro del mismo.

## Estadio
La Agrupación Deportiva Ceuta Fútbol Club juega sus partidos como local en el estadio Municipal Alfonso Murube. Es un campo de fútbol de la ciudad de Ceuta, situado en la Avenida de Otero s/n, y de propiedad municipal. Toma el nombre de Alfonso Murube, antiguo futbolista del Ceuta Sport y cuenta con una capacidad de 6500 espectadores. 

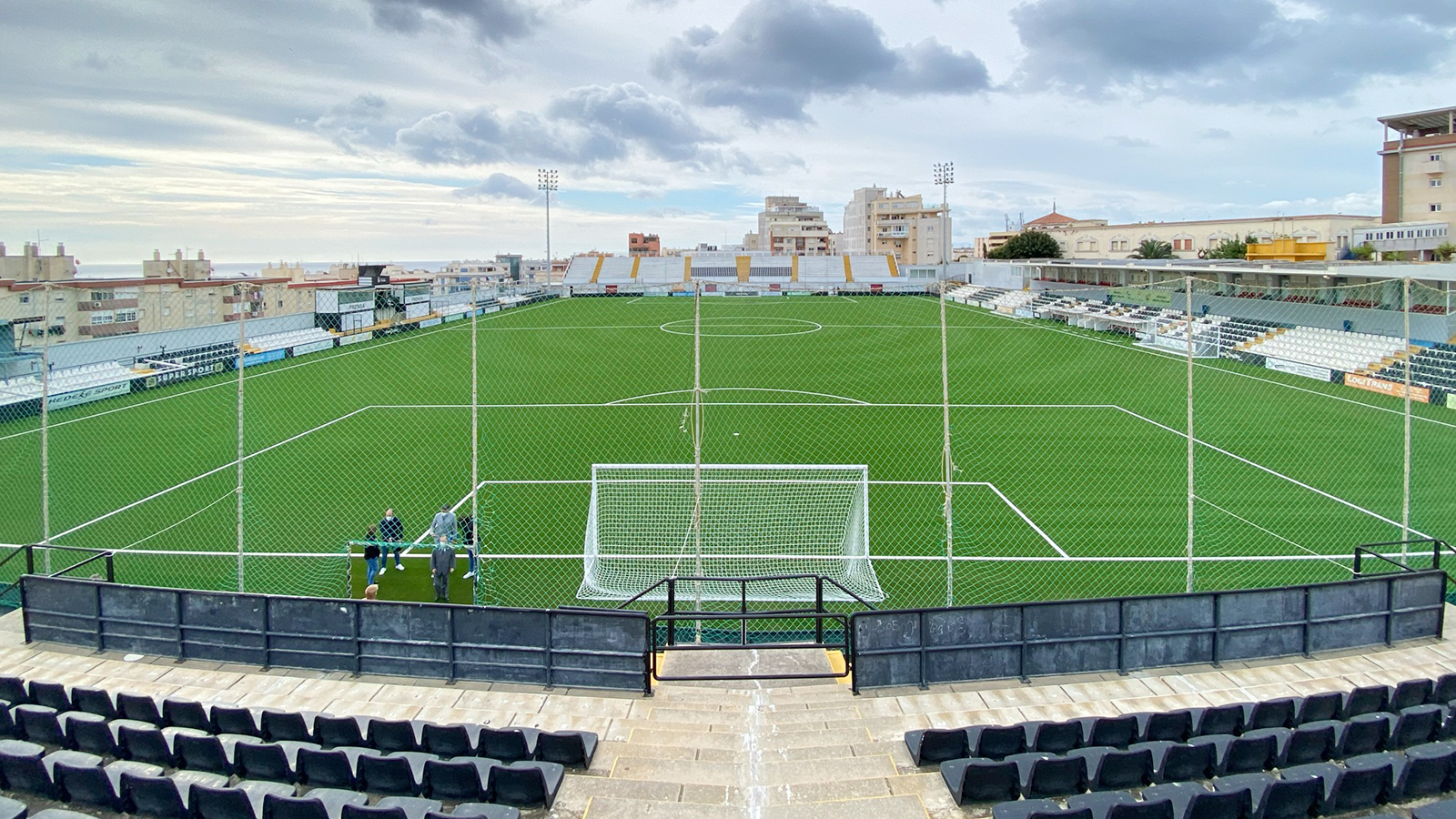
Estadio Alfonso Murube visto desde fondo norte

## Palmarés

### Competiciones nacionales
| Competición                      | Títulos                                | Subcampeonatos                   | Tercer puesto   |
| -------------------------------- | -------------------------------------- | -------------------------------- | --------------- |
| Segunda División de España (0/1) |                                        | 1960-61 (Gr. B)                  |                 |
| Primera Federación (1/0)         | 2024-25 (Gr. II y Campeón de División) |                                  |                 |
| Segunda División B (1/0)         | 1962-63                                |                                  |                 |
| Tercera División (0/2)           |                                        | 2017-18 (Gr. X), 2018-19 (Gr. X) | 2020-21 (Gr. X) |

- La tercera categoría era denominada Tercera División española hasta que en 1977 pasa a llamarse Segunda División B.
- En 1977 la cuarta categoría del fútbol español pasa a denominarse Tercera División.

### Competiciones regionales
| Competición               | Títulos                                                       | Subcampeonatos                                                |
| ------------------------- | ------------------------------------------------------------- | ------------------------------------------------------------- |
| Preferente de Ceuta (7/7) | 1976-77, 1981-82, 1984-85, 1988-89, 1990-91, 1992-93, 2005-06 | 1972-73, 1975-76, 1980-81, 1998-99, 1999-00, 2004-05, 2011-12 |

### Torneos amistosos
- Triangular José Benoliel (2): 1975, 1978
- Trofeo Ciudad de Ceuta (3): 1981, 1990, 2018

## Patrocinadores
| Periodo   | Firma deportiva | Patrocinador                                              | Otro(s) patrocinador(es)                                                   |
| --------- | --------------- | --------------------------------------------------------- | -------------------------------------------------------------------------- |
| 2012-2013 | Adidas          | Tienda Super Sport                                        | Pepsi Outlet Magratex Balearia                                             |
| 2013-2014 | Nike            | Tienda Super Sport                                        |                                                                            |
| 2014-2015 | Nike            | TELEPIZZA Tienda Super Sport                              | CEUTA Bar-Restaurante TAPI                                                 |
| 2015-2016 | Nike            | CEUTA SI Tienda Super Sport                               |                                                                            |
| 2016-2017 | Nike            | BALEARIA Tienda Super Sport Codere Apuestas               | ADA Talleres                                                               |
| 2017-2018 | Nike            | Tienda Super Sport Codere Apuestas                        | Casablanca 777 Asador Tapi ADA Talleres                                    |
| 2018-2019 | Kedeke          | BALEARIA                                                  | Casablanca 777 RTVCE                                                       |
| 2019-2020 | Kedeke          | BALEARIA                                                  | Casablanca 777 RTVCE Restaurante Centro Gallego                            |
| 2020-2021 | Joma            | BALEARIA The Corner Shop                                  | Gimnasio Conan Ceuta Car Toretto Casablanca 777 SMDTC Construcciones RTVCE |
| 2021-2022 | Joma            | CEUTA The Corner Shop Casablanca 777 SMDTC Construcciones | Balearia Ceuta Car Toretto RTVCE                                           |
| 2022-2023 | Joma            | CEUTA The Corner Shop Casablanca 777                      | Balearia Ceuta Car Toretto Gimnasio Conan Hélity Copter Airlines RTVCE     |
| 2023-2024 | Kappa           | CEUTA                                                     | Balearia                                                                   |
| 2024-Act. | Macron          | CEUTA                                                     | Balearia Punta Almina                                                      |

## Plantilla 2025-26

### Jugadores
Actualizado el 28 de julio de 2025

### Plantilla 2024-25
Actualizado el 3 de julio de 2025

### Plantilla 2023-24
Actualizado el 16 de junio de 2024

### Plantilla 2022-23

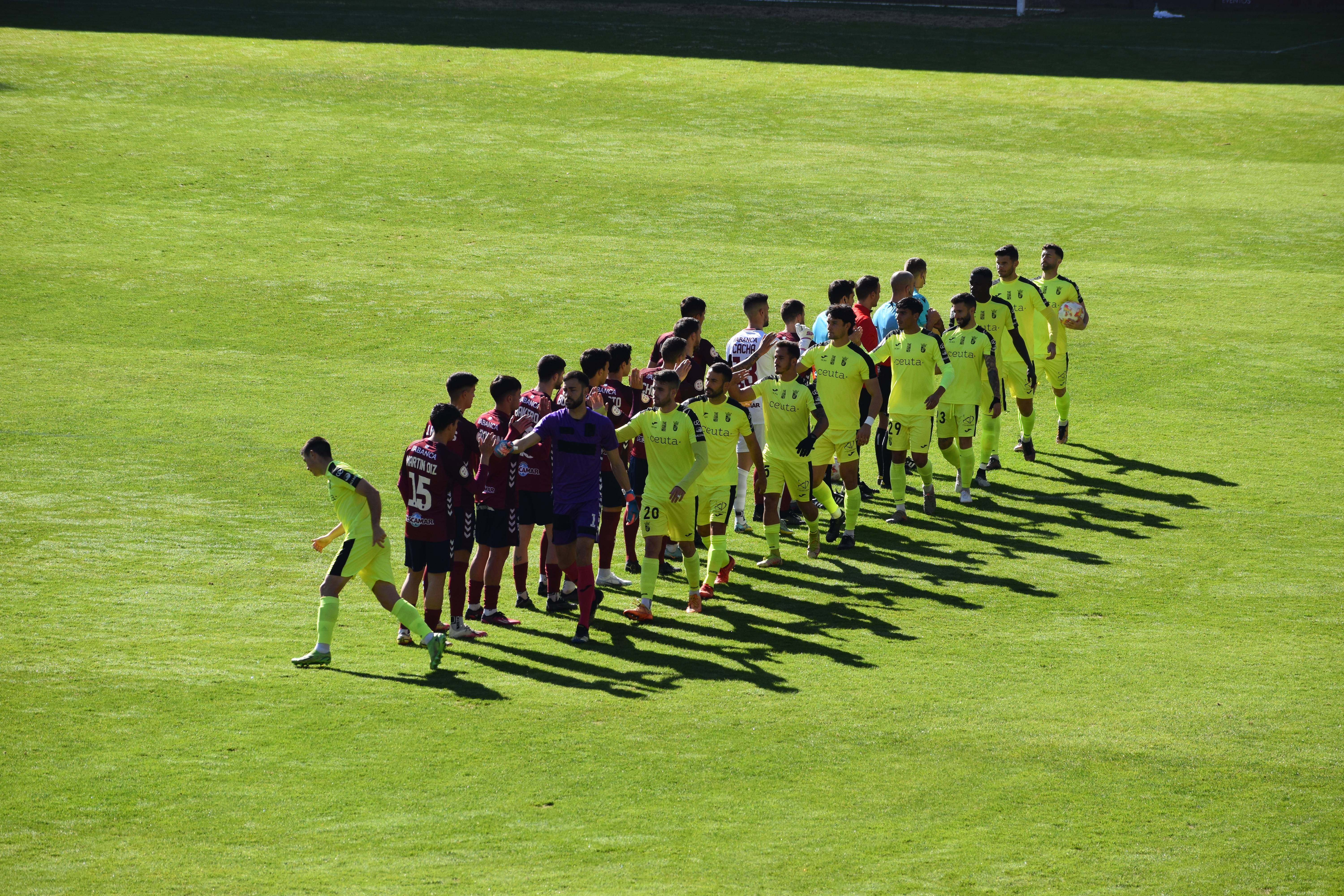
XI inicial A. D Ceuta F. C. temporada 2022-23 frente al Pontevedra CF

Actualizado el 30 de junio de 2023

### Plantilla 2021-22
Actualizado el 2 de junio de 2022

### Plantilla 2020-21
Actualizado el 25 de febrero de 2021

## Datos del club
- Como Club Atlético de Ceuta

| Temporada | Nivel | División   | Posición | Copa del Rey  |
| --------- | ----- | ---------- | -------- | ------------- |
| 1956-57   | 2     | 2.ª        | 8º       |               |
| 1957-58   | 2     | 2.ª        | 13º      |               |
| 1958-59   | 2     | 2.ª        | 11.º     | Primera Ronda |
| 1959-60   | 2     | 2.ª        | 8º       | Ronda de 32   |
| 1960-61   | 2     | 2.ª        | 2º       | Primera Ronda |
| 1961-62   | 2     | 2.ª        | 15º      | Ronda de 32   |
| 1962-63   | 3     | 3.ª        | 1º       |               |
| 1963-64   | 2     | 2.ª        | 14º      | Primera Ronda |
| 1964-65   | 2     | 2.ª        | 5º       | Primera Ronda |
| 1965-66   | 2     | 2.ª        | 14º      | Primera Ronda |
| 1966-67   | 2     | 2.ª        | 13º      | Ronda de 32   |
| 1967-68   | 2     | 2.ª        | 7º       | Primera Ronda |
| 1968-69   | 3     | 3.ª        | 4º       |               |
| 1969-70   | 3     | 3.ª        | 15º      | Primera Ronda |
| 1970-71   | 4     | Reg. Pref. | 6º       |               |
| 1971-72   | 4     | Reg. Pref. | 8º       |               |
| 1972-73   | 4     | Reg. Pref. | 2º       |               |
| 1973-74   | 4     | Reg. Pref. | 4º       |               |
| 1974-75   | 4     | Reg. Pref. | 4º       |               |
| 1975-76   | 4     | Reg. Pref. | 2º       |               |

| Temporada | Nivel | División   | Posición | Copa del Rey  |
| --------- | ----- | ---------- | -------- | ------------- |
| 1976-77   | 4     | Reg. Pref. | 1º       |               |
| 1977-78   | 4     | 3.ª        | 20º      | Primera Ronda |
| 1978-79   | 5     | Reg. Pref. | 3º       |               |
| 1979-80   | 5     | Reg. Pref. | 4º       |               |
| 1980-81   | 5     | Reg. Pref. | 2º       |               |
| 1981-82   | 5     | Reg. Pref. | 1º       |               |
| 1982-83   | 5     | Reg. Pref. | 4º       |               |
| 1983-84   | 5     | Reg. Pref. | 4º       |               |
| 1984-85   | 5     | Reg. Pref. | 1º       |               |
| 1985-86   | 5     | Reg. Pref. | 3º       |               |
| 1986-87   | 5     | Reg. Pref. | 7º       |               |
| 1987-88   | 5     | Reg. Pref. | 4º       |               |
| 1988-89   | 5     | Reg. Pref. | 1º       |               |
| 1989-90   | 4     | 3.ª        | 20º      |               |
| 1990-91   | 5     | Reg. Pref. | 1º       |               |
| 1991-92   | 4     | 3.ª        | 20º      |               |
| 1992-93   | 5     | Reg. Pref. | 1º       |               |
| 1993-94   | 4     | 3.ª        | 5º       |               |
| 1994-95   | 4     | 3.ª        | 20º      |               |
| 1995-96   | 5     | Reg. Pref. | 3º       |               |

| Temporada | Nivel | División   | Posición | Copa del Rey |
| --------- | ----- | ---------- | -------- | ------------ |
| 1996-97   | 5     | Reg. Pref. | 3º       |              |
| 1997-98   | 5     | Reg. Pref. | 5º       |              |
| 1998-99   | 5     | Reg. Pref. | 2º       |              |
| 1999-00   | 5     | Reg. Pref. | 2º       |              |
| 2000-01   | 5     | Reg. Pref. | 3º       |              |
| 2001-02   | 5     | Reg. Pref. | 7º       |              |
| 2002-03   | 5     | Reg. Pref. | 7º       |              |

| Temporada | Nivel | División   | Posición | Copa del Rey |
| --------- | ----- | ---------- | -------- | ------------ |
| 2003-04   | 5     | Reg. Pref. | 8º       |              |
| 2004-05   | 5     | Reg. Pref. | 2º       |              |
| 2005-06   | 5     | Reg. Pref. | 1º       |              |
| 2006-07   | 4     | 3.ª        | 18º      |              |
| 2007-2011 | DNP   | DNP        | DNP      |              |
| 2011-12   | 5     | Reg. Pref. | 2º       |              |
| 2012-13   | 4     | 3.ª        | 5º       |              |

- Como Agrupación Deportiva Ceuta Fútbol Club

| Temporada | Nivel | División | Posición     | Copa del Rey          |
| --------- | ----- | -------- | ------------ | --------------------- |
| 2013-14   | 4     | 3.ª      | 4º           |                       |
| 2014-15   | 4     | 3.ª      | 5º           |                       |
| 2015-16   | 4     | 3.ª      | 6º           |                       |
| 2016-17   | 4     | 3.ª      | 9º           |                       |
| 2017-18   | 4     | 3.ª      | 2º           |                       |
| 2018-19   | 4     | 3.ª      | 2º           | 18-19 / Primera Ronda |
| 2019-20   | 4     | 3.ª      | 5º           | 19-20 / Segunda Ronda |
| 2020-21   | 4     | 3.ª      | 3º / 6º      |                       |
| 2021-22   | 4     | 2ª RFEF  | 4º           |                       |
| 2022-23   | 3     | 1.ª RFEF | 12º          | 22-23 / Octavos       |
| 2023-24   | 3     | 1.ª RFEF | 5º (Playoff) |                       |
| 2024-25   | 3     | 1.ª RFEF | 1º           | 24-25 / Segunda Ronda |

- 12 temporadas en Segunda División de España
- 3 temporadas en Primera Federación
- 18 temporadas en Tercera División de España
- 1 temporada en Segunda Federación
- 32 temporadas en Regional Preferente